# Guerra Uganda-Tanzânia
A Guerra Uganda-Tanzânia, conhecida como a Guerra Kagera na Tanzânia e como a Guerra de Libertação de 1979 em Uganda, foi um conflito armado disputado entre Uganda e Tanzânia de outubro de 1978 até junho de 1979, terminando com a derrubada do presidente ugandense Idi Amin. A guerra foi precedida pela deterioração das relações entre os dois países depois de Amin ter tomado o poder em 1971 com um golpe de estado contra o presidente Milton Obote. O presidente tanzaniano Julius Nyerere tinha relações próximas com Obote e apoiou em 1972 uma tentativa de iniciar uma rebelião em Uganda, o que levou a uma disputa de fronteira e posterior assinatura de um acordo. Neste, Amin estipulou que os dois líderes deveriam retirar suas forças militares da fronteira. A relação entre os dois presidente mesmo assim permaneceu tensa, com Amin passando a reivindicar que o Saliente de Kagera, uma faixa de terra tanzaniana entre a fronteira oficial e o rio Kagera, deveria ser colocado sob jurisdição ugandense. O regime de Amin foi desestabilizado nos anos seguintes por expurgos violentos, problemas econômicos e insatisfações na Força de Defesa Popular de Uganda.
Não são claras as circunstâncias sobre o início da guerra, existindo diferentes relatos sobre os acontecimentos. As forças ugandenses começaram a fazer incursões dentro da Tanzânia em outubro de 1978. O exército lançou uma invasão mais tarde no mesmo mês, saqueando propriedades e matando civis. A imprensa oficial ugandense declarou a anexação do Saliente de Kagera. Nyerere declarou guerra em 2 de novembro e mobilizou Força de Defesa Popular da Tanzânia para retomar o território. A Organização da Unidade Africana (OUA) fracassou em mediar uma resolução diplomática, com os tanzanianos lançando uma contra-ofensiva e retomando o saliente em janeiro de 1979, ocupando também o vilarejo fronteiriço de Mutukula. Nyerere também mobilizou rebeldes ugandenses leais a Obote e Yoweri Museveni a fim de enfraquecer o regime de Amin. Nyerere inicialmente não tinha a intenção de expandir a guerra para além da defesa do território tanzaniano. Amin não renunciou suas reivindicações a Kagera e a OUA não condenou a invasão ugandense, assim as forças tanzanianas foram direcionadas para a ocupação dos vilarejos de Masaka e Mbarara no sul de Uganda, esperando que isso levaria a uma revolta popular contra Amin. A ofensiva foi lançada em fevereiro e ocupou os vilarejos, porém não houve nenhuma revolta.
As forças tanzanianas prepararam-se para criar um caminho para a capital ugandense de Campala, porém Muammar al-Gaddafi, líder da Líbia e aliado de Amin, despachou milhares de tropas para Uganda com o objetivo de ajudar seu exército. A Organização para a Libertação da Palestina também enviou algumas centenas de guerrilheiros para auxiliar Amin. A maior batalha da guerra ocorreu em março, quando tanzanianos e rebeldes ugandeses derrotaram um combinado de forças ugandenses-líbias-palestinas em Lukaya. A perda da cidade iniciou o completo colapso do exército de Uganda. Nyerere passou a acreditar após a intervenção líbia de que não era mais possível para os rebeldes ugandenses capturarem Campala sozinhos, porém achou que era importante que eles tivessem tempo de organizar um governo para suceder Amin. Ele patrocinou uma conferência de rebeldes e exilados ugandenses em Moshi, que levou a unificação dos grupos na Frente Nacional de Libertação. Gaddafi ameaçou formalmente intervir militarmente em favor de Amin, porém Nyerere decidiu continuar a guerra. A Frente de Libertação tomou o aeroporto de Entebbe em abril, infligindo grandes perdas nas forças líbias e destruindo a força aérea ugandense. A Líbia encerrou sua intervenção e suas tropas fugiram do país. Forças combinadas tanzanianas-rebeldes ugandenses atacaram Campala em 10 de abril e a conquistaram no dia seguinte. Amin fugiu para o exílio enquanto um governo da Frente de Libertação foi estabelecido. Os rebeldes ocuparam Uganda pelos meses seguintes, enfrentando apenas resistência dispersa dos restos do exército ugandense, cujos soldados pilharam e mataram civis enquanto fugiam do país para o Zaire e o Sudão. A Frente de Libertação garantiu a fronteira norte em junho, encerrando a guerra.
A derrubada de um chefe de estado por um exército estrangeiro nunca tinha antes ocorrido na África pós-colonial, com a decisão de Nyerere de invadir Uganda provocando discussões na OUA. A guerra danificou seriamente a frágil economia tanzaniana e infligiu danos duradouros a Kagera. A disputa de fronteira só foi finalmente resolvida em 2001. A guerra também teve graves consequências econômicas em Uganda, trazendo consigo uma onde de crimes e violência política enquanto a Frente de Libertação lutava para manter a ordem. Discordâncias políticas e a persistência dos remanescentes do exército ugandense nas regiões fronteiriças acabou levando à Guerra Civil de Uganda em 1980.